# Ælfflæd (dochter van Offa)
Ælfflæd was een dochter van koning Offa van Mercia en diens vrouw Cynethryth, en echtgenote van koning Æthelred I van Northumbria.

## Leven
Ælfflæds vader Offa was in de tweede helft van de 8e eeuw koning van Mercia. Mogelijk was Ælfflæd de dochter van Offa wier voorgenomen huwelijk met Karel de Jongere aan de basis lag van een dispuut tussen Karel de Grote en Offa in de jaren 789-790.
Ze was mogelijk in de jaren 770 getuige bij een oorkonde, samen met haar vader, moeder en broer Ecgfrith. Dit gebeurde opnieuw in het 787, ditmaal samen met haar moeder, vader, broer en twee zussen (van deze oorkonde is men zeker dat het om haar gaat). In deze laatste oorkonde werd zij beschreven als virgo, wat wil zeggen dat zij toen nog ongehuwd was.
In 792 trad zij in Catterick in het huwelijk met Æthelred I van Northumbria. Hier wordt zij beschreven als koningin. Op basis hiervan denken sommige sommige historici dat zij al eerder met een koning getrouwd was geweest, mogelijk met een van voorgangers van Æthelred.